# Авл Буцій Лаппій Максим
Авл Буцій Лаппій Максим (лат. Aulus Bucius Lappius Maximus; ? — після 102) — державний та військовий діяч Римської імперії, консул-суффект 86 і 96 років.

## Життєпис
Про його дату та місце народження немає відомостей. Під час правління Нерона був претором. За часів Веспасіана очолив VIII Августів легіон. Імператор Тит увів Лаппія Максима до імператорської ради. З 83 році як проконсул керував провінцією Віфінія і Понт. У 86 році став консулом-суффектом разом з Луцієм Яволеном Пріском.
З 87 до 90 року як імператорський легат-пропретор керував провінцією Верхня Германія. Брав участь у придушенні повстання Луція Антонія Сатурніна. З 90 до 93 року керував провінцією Сирія.
У 96 році підтримав Нерву при обранні імператора як наступника Доміціана. Того ж року вдруге став консулом-суффектом, цього разу разом з Публієм Дуценієм Вером. У 102 році увійшов до колегії понтифіків. Про подальшу долю немає відомостей.